# To Anyone
To Anyone – pierwszy album studyjny południowokoreańskiej grupy 2NE1, wydany 9 września 2010 roku przez YG Entertainment. Był promowany przez single „Can't Nobody”, „Go Away” i „Clap Your Hands” (kor. 박수쳐). Album sprzedał się w liczbie 167 308 egzemplarzy (stan na grudzień 2014).

## Lista utworów
| CD  | CD                                                                | CD                     | CD                     | CD            | CD      |
| Nr  | Tytuł utworu                                                      | Tekst                  | Kompozycja             | Aranżacja     | Długość |
| --- | ----------------------------------------------------------------- | ---------------------- | ---------------------- | ------------- | ------- |
| 1.  | „Can't Nobody”                                                    | Teddy Park             | Teddy Park             | Teddy Park    | 3:28    |
| 2.  | „Go Away”                                                         | Teddy Park             | Teddy Park             | Teddy Park    | 3:39    |
| 3.  | „Baksuchyeo” (kor. 박수쳐, ang. Clap Your Hands)                  | e.knock                | e.knock                |               | 3:42    |
| 4.  | „Nan Bappa” (kor. 난 바빠, ang. I'm Busy)                         | Big Tone               | PK, Big Tone           | PK            | 3:38    |
| 5.  | „Apa (Slow)” (kor. 아파 (Slow), ang. It Hurts (Slow))             | e.knock, Sunwoo Jungah | e.knock, Sunwoo Jungah | Sunwoo Jungah | 4:16    |
| 6.  | „Sarangeun Ayaya” (kor. 사랑은 아야야, ang. Love Hurts)           | Masta Wu               | Choice37, Big Tone     | Choice37      | 3:53    |
| 7.  | „You and I” (Bom solo)                                            | Teddy Park             | Teddy Park             | Teddy Park    | 3:54    |
| 8.  | „Please Don't Go” (CL & Minzy)                                    | Teddy Park             | Teddy Park             | Teddy Park    | 3:18    |
| 9.  | „Kiss” (Dara solo feat. CL)                                       | Teddy Park             | Teddy Park             | Teddy Park    | 3:33    |
| 10. | „Nal Ddara Haebwayo” (kor. 날 따라 해봐요, ang. Try to Follow Me) | Teddy Park             | Teddy Park             | Teddy Park    | 3:09    |
| 11. | „I Don't Care” (Reggae Remix)                                     | Teddy Park, e.knock    | Teddy Park, e.knock    | Sunwoo Jungah | 3:52    |
| 12. | „Can't Nobody” (English Ver.)                                     | Teddy Park             | Teddy Park             | Teddy Park    | 3:28    |

## Notowania
| Lista                          | Pozycja |
| ------------------------------ | ------- |
| Gaon Weekly Album Chart        | 1       |
| Gaon Yearly Album Chart (2010) | 7       |
| Five Music (Tajwan)            | 1       |
| Billboard World Albums         | 7       |

## Nagrody i nominacje
| Rok  | Ceremonia                   | Kategoria                     | Wynik     |
| ---- | --------------------------- | ----------------------------- | --------- |
| 2010 | 12. Mnet Asian Music Awards | Album Roku                    | Wygrana   |
| 2010 | 2. Melon Music Awards       | Album Roku                    | Wygrana   |
| 2010 | Dosirak Music Awards        | Album Roku                    | Wygrana   |
| 2010 | Golden Disc Awards          | Disk Bonsang                  | Nominacja |
| 2011 | Korean Music Awards         | Best Dance & Electronic Album | Wygrana   |